# Myrcia tessmannii
Myrcia tessmannii là một loài thực vật có hoa trong Họ Đào kim nương. Loài này được Burret ex McVaugh mô tả khoa học đầu tiên năm 1956.